# Pediobius coffeicola
Pediobius coffeicola is een vliesvleugelig insect uit de familie Eulophidae. De wetenschappelijke naam is voor het eerst geldig gepubliceerd in 1936 door Ferrière.